# Columbia Pictures
Columbia Pictures je ameriško filmsko podjetje, ki se primarno ukvarja s produkcijo in distribucijo filmov ter televizijskih programov. Bil je eden izmed treh manjših filmskih studiev v skupini 8 največjih v času zlate dobe Hollywooda.
Danes je del konglomerata Columbia TriStar Motion Picture Group, ki pa je v lasti Sony Pictures Entertaimenta in je eden največjih filmskih hiš na svetu. Podjetje je tudi član tako imenovanega kluba »Velikih šest« filmskih studiev.
Leta 1919 ga je v Los Angelesu ustanovil tako imenovani trojček Cohn-Brandt-Cohn, oz. brata Jack in Harry Cohn ter Joe Brandt, sprva pod imenom C.B.C. Film Sales. Prvi celovečerni film je bil predvajan leta 1922. Kasneje so se leta 1924 preimenovali v Columbia Pictures. Sprva je bilo podjetje v Hollywoodu nepomemben igralec, razvijati se je začelo šele konec 20-ih let dvajsetega stoletja po zaslugi izjemno sposobnega režiserja Franka Capre. Sedež podjetja je danes v Culver Cityju. Na začetku 30-tih lete dvajsetega stoletja je studio Columbia distribuiral celo Disneyevo risanko Miki Miška.

## Serije
- Batman (1943), 15-delna filmska serija
- Superman (1948) 15-delna črno-bela filmska serija
- Batman in Robin (1949), 15-delna črno-bela filmska serija
- Atom Man vs. Superman (1949), 15-delna filmska serija
- Spider-Man (2002), 3-delna filmska serija
- The Amazing Spider-Man (2012), 3-delna filmska serija, 'reboot' po Spider-Manovi 3-delni filmski franšizi (drugi del prihaja leta 2014)

## Filmografija
- Seznam filmov Columbia Pictures